# Larbroye
Larbroye ist eine französische Gemeinde mit 511 Einwohnern (Stand: 1. Januar 2022) im Département Oise in der Region Hauts-de-France. Sie gehört zum Kanton Noyon und zum Gemeindeverband Pays Noyonnais. 

## Geografie
Die Gemeinde Larbroye liegt im Pays Noyonnais in einem Seitental der Oise, zweieinhalb Kilometer westlich der Kleinstadt Noyon und etwa 26 Kilometer nordöstlich von Compiègne. Umgeben wird Larbroye von den Nachbargemeinden Suzoy im Westen und Norden, Vauchelles im Norden und Nordosten, Noyon im Osten, Passel im Südosten und Süden sowie Ville im Südwesten und Westen.

## Bevölkerungsentwicklung
| Jahr                       | 1962 | 1968 | 1975 | 1982 | 1990 | 1999 | 2006 | 2013 | 2021 |
| -------------------------- | ---- | ---- | ---- | ---- | ---- | ---- | ---- | ---- | ---- |
| Einwohner                  | 210  | 221  | 270  | 267  | 376  | 373  | 448  | 494  | 516  |
| Quellen: Cassini und INSEE |      |      |      |      |      |      |      |      |      |

## Sehenswürdigkeiten
- Kirche Saint-Pierre-ès-Liens (St. Peter in Ketten)
- Schloss Larbroye

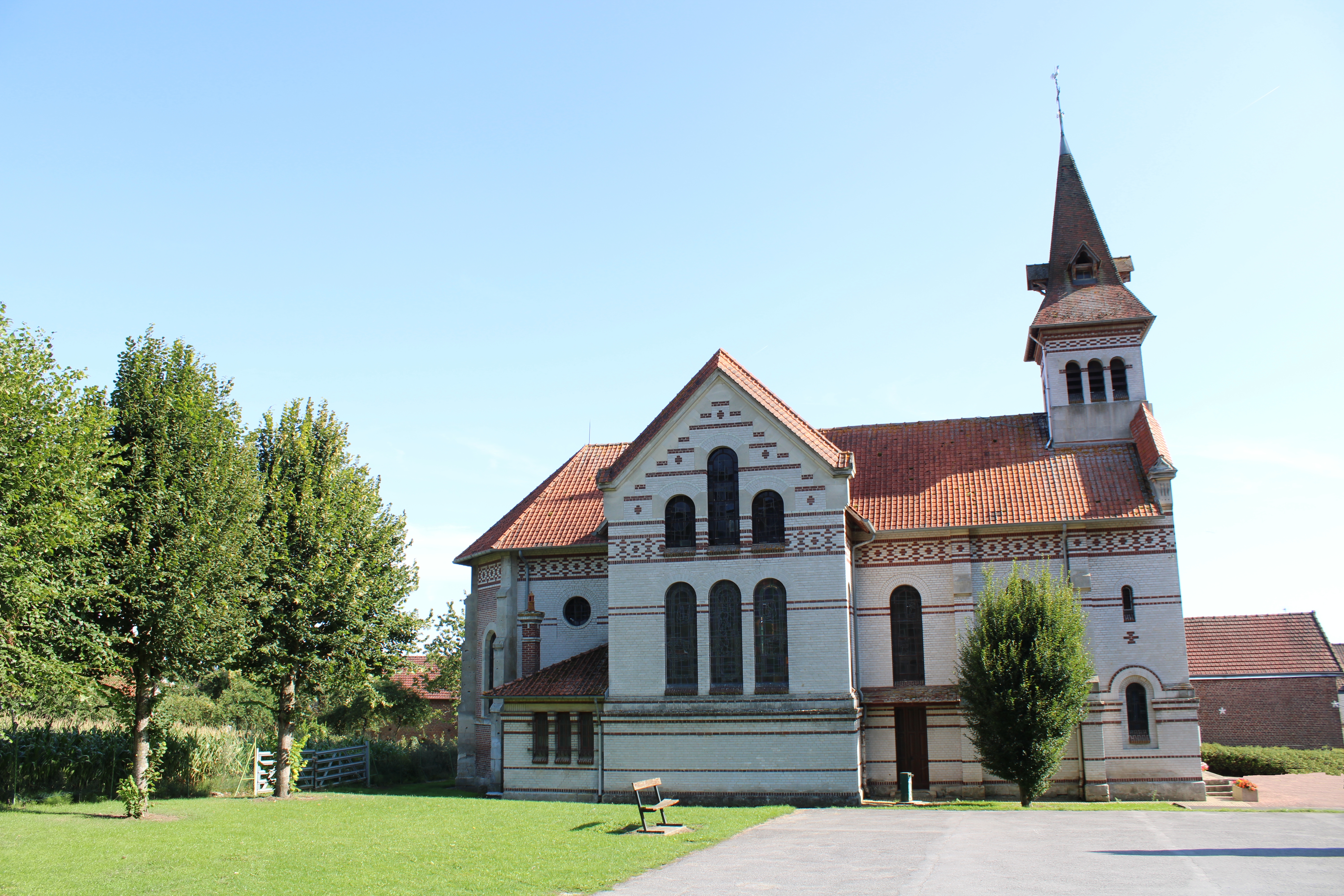
Kirche Saint-Pierre-ès-Liens
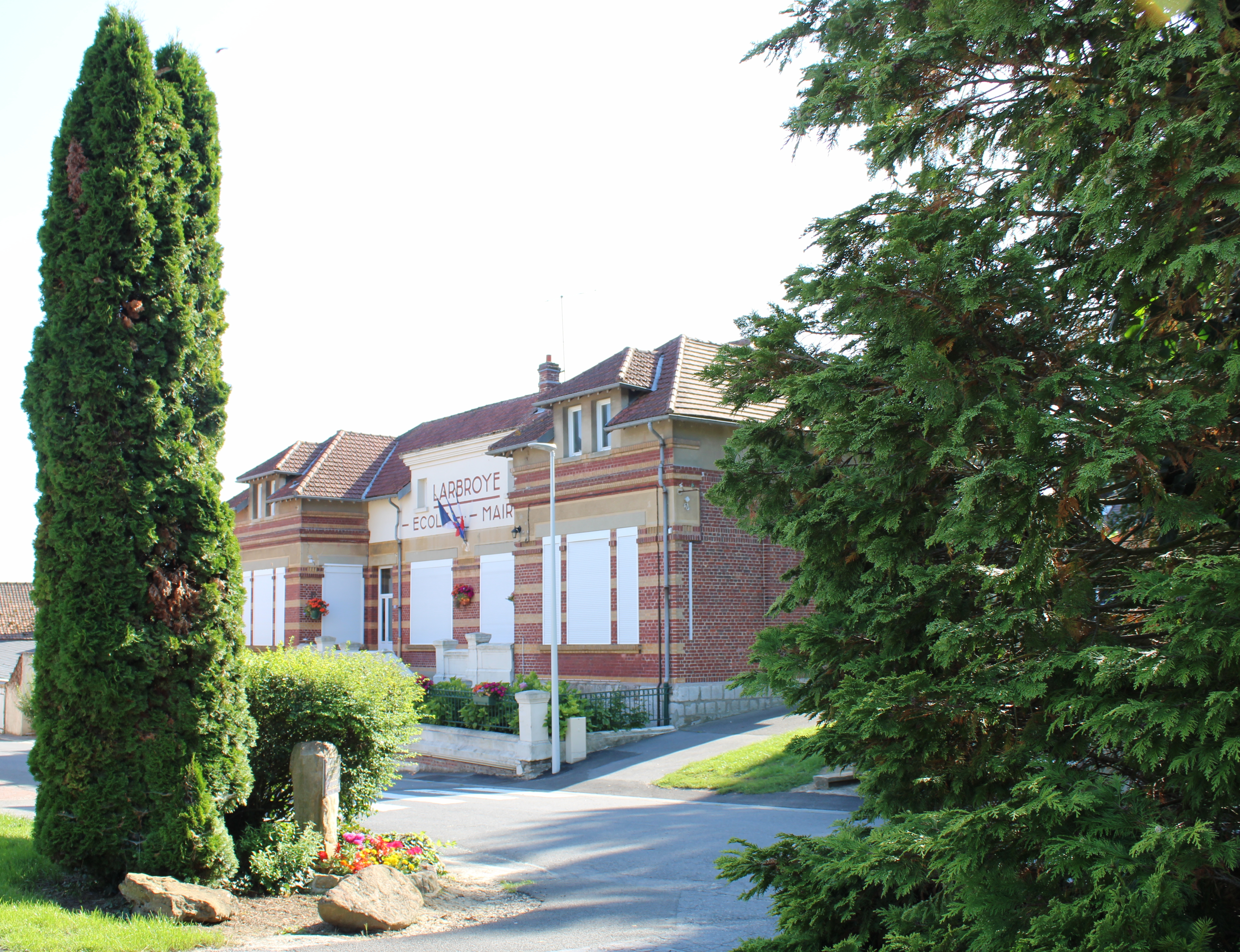
Rathaus (mairie)
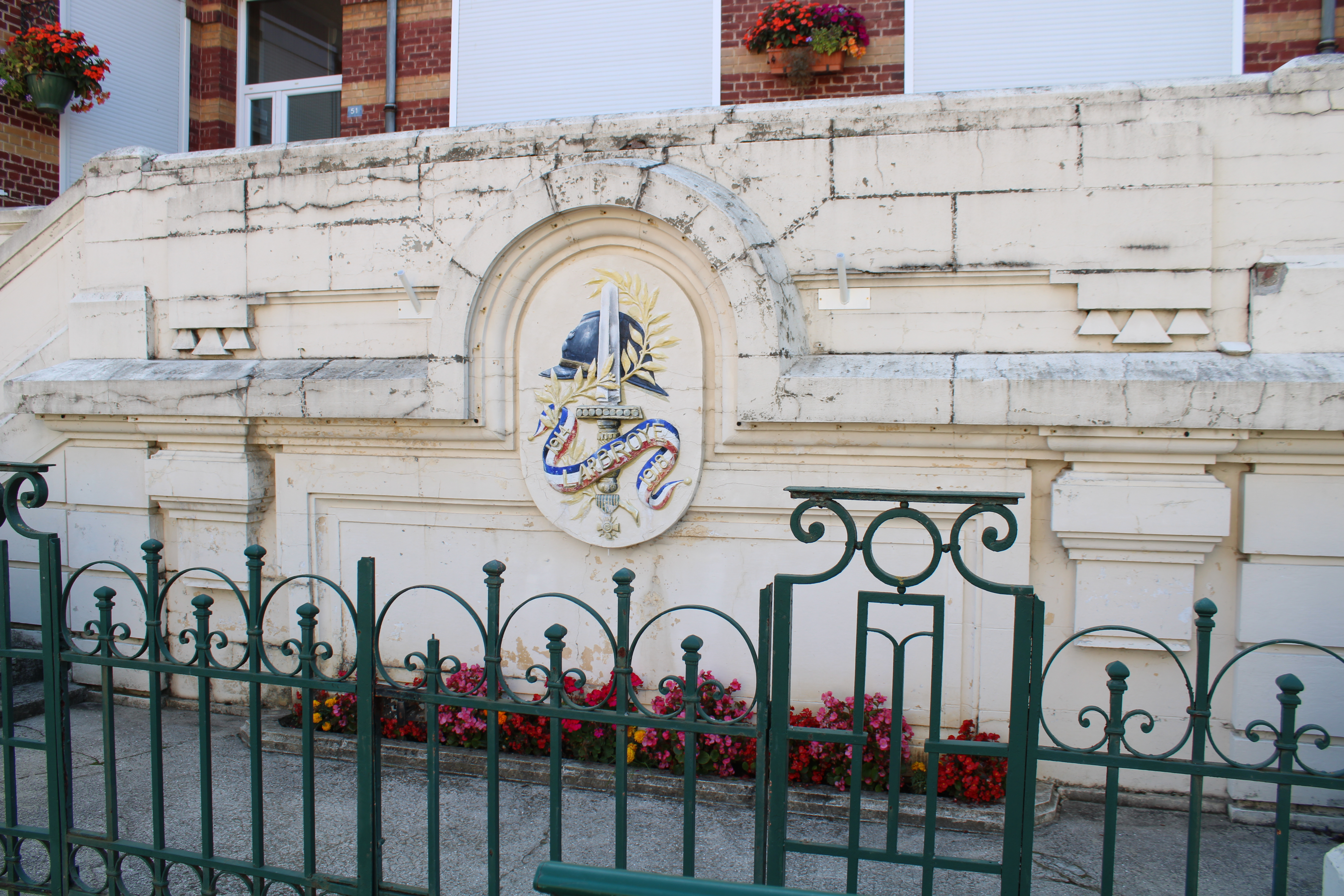
Gefallenendenkmal